# Márton Gyöngyösi
Márton Gyöngyösi, född 18 juni 1977 är en ungersk politiker och vice ordförande för det ungerska politiska partiet Jobbik.
Han valdes till MP i parlamentsvalet 2010. Mellan 2010 och 2018 fungerade han som vice ordförande för utrikeskommittén för den ungerska nationella församlingen. Han var ledare för Jobbiks parlamentariska grupp från 2018 till 2019. Han valdes till ledamot av Europaparlamentet i valet till Europaparlamentet 2019, vilket ledde till att han avgick från sin plats i det nationella parlamentet.

## Biografi
Som barn till ungerska utrikeshandelsexperter tillbringade Márton Gyöngyösi det mesta av sin barndom i Egypten, Irak, Afghanistan och Indien. Han tog examen från Trinity College, Dublin 2000, där han studerade ekonomi och statsvetenskap. Han studerade ett år vid Friedrich Alexander-universitetet i Nürnberg som utbytesstudent. I Irland deltog han i de professionella charterade redovisningsundersökningarna (ACA). 
I december 2004 flyttade han tillbaka till Ungern och började arbeta som skattekonsult på KPMG: s kontor i Budapest. Mellan 2007 och 2010 arbetade han som expert på Ernst & Young.
Han talar engelska, tyska och ryska.

## Politisk karriär
Gyöngyösi har deltagit i Jobbiks verksamhet sedan hösten 2006. Inom en kort tid har han blivit rådgivare för partiets president Gábor Vona. Vid valet 2010 nominerades han som kandidat för utrikesminister i en framtida Jobbik- regering.
Från 2003 till 2010 publicerade han regelbundet artiklar av politiskt och allmänt intresse i den ungerska dagstidningen Magyar Nemzet samt affärs- och ekonomirelaterade publikationer i affärsdagen Napi Gazdaság.
2019 nominerades han som huvudkandidat för Jobbiks europeiska parlamentslista. Jobbik fick 6,34% av rösterna i Europaparlamentsvalet, en allvarlig återgång från 14,67% de fick i sista europeiska valet 2014. Trots bakslag, partiet kunde säkra ett mandat, så att Gyöngyösi valdes till Europaparlamentet.
Gyöngyösi är ledamot i utskottet för utrikesfrågor och delegationen till den gemensamma parlamentariska församlingen AVS-EU och han är ersättare för utskottet för internationell handel, underkommittén för mänskliga rättigheter och delegation för förbindelserna med Förenta staterna

## Internationell politik
Gyöngyösi har varit en nyckelfigur i omvandlingen av Jobbik till ett mainstream-parti. Som politiker Jobbik med ansvar för utrikesfrågor var han initiativtagare av lönen Union Eu ropeiska medborgarinitiativet. Enligt Gyöngyösi borde Europeiska unionen ge sina medlemsstater mer befogenheter men ett nära samarbete är nödvändigt.

## Personlig
Gyöngyösi är gift. Hans fru är Ágnes Gyöngyösiné Cserhalmi, jurist och ekonom. De har en son